# Can't Hide
「Can't Hide」（キャント・ハイド）は日本の女優、タレント、グラビアアイドルである佐藤寛子（さとう ひろこ）のデビュー・シングル。
2005年5月25日に発売。発売元はGIRLS' RECORD。販売元はエイベックス・マーケティング・コミュニケーションズ株式会社（現・エイベックス・マーケティング）。
Barcode (JAN): 4562127820313

## 解説
グラビア・アイドルを専門に扱う新レーベル、GIRLS' RECORD第1弾アーティストとなった。デビューに際し、作家リリー・フランキーが力の入った解説を寄せていた。学生時代にコーラスをやっていたこともあり、高音の続くこの曲を、余裕を持って歌っている。
Audio-CD はA面・B面に加え、両曲のカラオケも収録した4曲入りだが、不思議なことに、どこにもその記述はない。ここでは "Instrumental" としてあるが、"カラオケ" や "Karaoke" である可能性もあり、正式なヴァージョン名は不明。

## 収録曲

### Audio-CD
1. Can't Hide - 4:39
　（作詞:濱地毅 / 作曲:濱地毅 / 編曲:大久保治信, 濱地毅, Dijual）
2. キミを盗みたい - 5:05
　（作詞:濱地毅 / 作曲:濱地毅 / 編曲:大久保治信, 濱地毅, Dijual）
3. Can't Hide (Instrumental) - 4:41
　（作詞:濱地毅 / 作曲:濱地毅 / 編曲:大久保治信, 濱地毅, Dijual）
4. キミを盗みたい (Instrumental) - 5:03
　（作詞:濱地毅 / 作曲:濱地毅 / 編曲:大久保治信, 濱地毅, Dijual）

### DVD
1. Hiroko Television - 約30分

### 参加ミュージシャン
1. 大久保治信
　（キーボード）
2. 八木一美
　（ドラムス）
3. 山田直子
　（ベース）
4. 池田邦人
　（ギター）
5. 濱地毅
　（コーラス）